# جائزة سولومون بوبليك
جائزة سولومون بوبليك أو جائزة سولومون بوبليك للخدمة العامة هي جائزة تقدمها الجامعة العبرية في القدس إلى شخص قدّم مساهمة هامة في تقدم وتطوير دولة إسرائيل . وقد أطلق عليها «أعلى جائزة في إسرائيل». قُدّمت الجائزة الأولى في عام 1949.

## التاريخ
ترك سولومون بوبليك (المُتوفي عام 1945) مبلغ 37000 دولار لإنشاء الجائزة التي تمنح كل عامين. وهي واحدة من الجوائز المرموقة التي تقدمها الجامعة. تُمنح الجائزة لمجهودات الشخص مدى حياته لرفاهية الشعب اليهودي ودولة إسرائيل، لشخص من دولة إسرائيل نفسها وشخصية من الخارج.
في عام 1950 ، كانت الجائزة عبارة عن 1500 دولار، وفي عام 1960، كانت الجائزة عبارة عن لوحة من الفضة و1000 دولار.

## الحاصلون على الجائزة
- 2016 البروفيسور هانوك جوتفروند خريج ورئيس سابق وأستاذ فخري للفيزياء النظرية للجامعة العبرية[5]
- 2015 الرئيس الإسرائيلي ورئيس الوزراء شمعون بيريز[6]
- 2012 أمل السانا الهوجوج، تقديراً لنشاطها الطويل الأمد نيابةً عن المجتمع البدوي في إسرائيل[7]
- 2013 البروفيسور روث جيفيسون[8]
- 2011 البروفيسور ايلان شيت
- 2010 آفي ناعور
- 2009 البروفيسور شلومو أفينيري، عالم اجتماع إسرائيلي بارز، تقديرًا لمساهمته في العلوم السياسية وسياسة دولة إسرائيل
- 2003 اوزيا الجليل[9]
- 1999 حاييم يوسف صادوق لمساهماته المتعددة في النظام القانوني الإسرائيلي وسيادة القانون
- 1998 البروفيسور أرييه دفورتزكي[10]
- 1995 شاول باتاي، لتحرير كيمياء المجموعات الوظيفية [11]
- 1992 البروفيسور مائير كيستر[12]
- 1991 د. ديفيد سالا[13]
- 1981 ماري سيركين، للعمل نيابةً عن الشعب اليهودي[14]
- 1979 الحاخام ألكسندر شندلر، للالتزام بدور التعليم في الحياة اليهودية[15]
- 1976 فيليب س. بيرنشتاين
- 1974 مايكل ساشر، الزعيم الصهيوني البريطاني[16]
- 1972 بروفيسور روبرت باتشي، أستاذ الإحصاء والديموغرافيا[17]
- 1967 القاضي إدوارد س. سيلفر[18]
- 1966 شاول أدلر، مُنح بعد وفاته، على الرغم من إبلاغه به في يوم وفاته[19]
- 1966 روبرت سولد[20]
- 1964: البروفيسور حاييم إيرنست فيرتهايمر، أستاذ الكيمياء الحيوية، للعمل العلمي المتميز في مجال الكيمياء الحيوية البشرية[21]
- 1960 ويليام روزنوالد، الرئيس الوطني للنداء اليهودي المتحد[4]
- 1957 عضو مجلس الشيوخ هيربرت ليمان.[22]
- 1956 الدكتور بيرنهارد زونديك، أستاذ أمراض النساء والولادة[23]
- 1956 د. ناحوم جولدمان[1]
- 1953 الرئيس هاري ترومان[24]
- 1950 البروفيسور إليعازر سوكينيك، عالم الآثار الإسرائيلي، لعمله في مخطوطات قديمة يعتقد أنها المخطوطة الأصلية لكتاب إشعياء[3]
- 1949 دافيد بن غوريون[25]